# Parc Étienne Brûlé

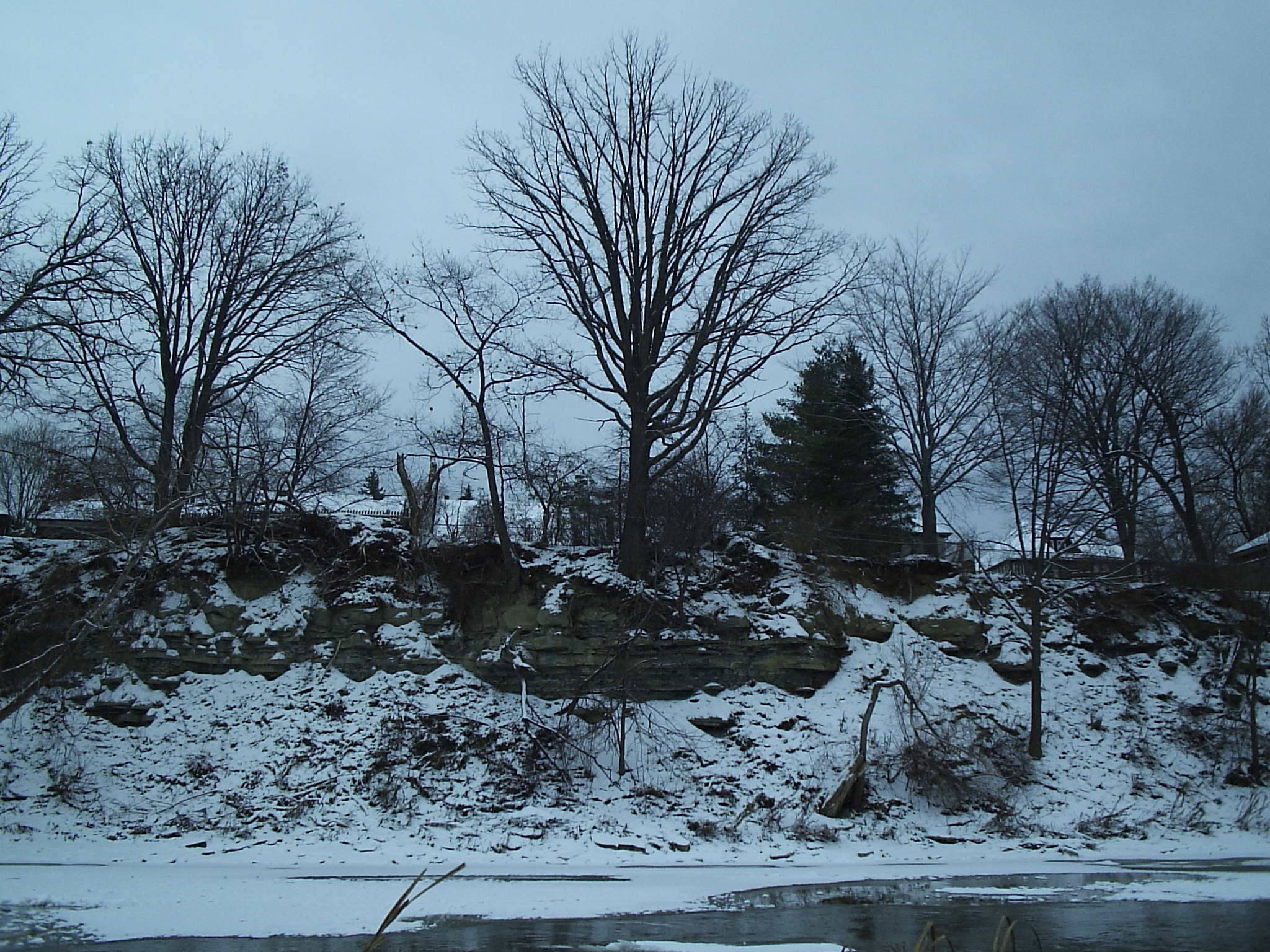
Parc Étienne Brûlé en hiver.

Le parc Étienne Brûlé est situé dans la vallée de la rivière Humber, juste au nord de la rue Bloor Ouest à Toronto, en Ontario, au Canada. 
Il porte le nom d'Étienne Brûlé, l'un des premiers explorateurs français de la région de Toronto. Étienne Brûlé est considéré comme le premier Européen à voir le lac Ontario en 1615, depuis une colline située près de la rivière Humber.